# Generał Nil
Generał Nil – polski biograficzny dramat historyczny z 2009 roku, opowiadający historię generała Augusta Emila Fieldorfa ps. „Nil”. Film wyreżyserował Ryszard Bugajski, w tytułowej roli wystąpił Olgierd Łukaszewicz. Pokaz przedpremierowy odbył się w Warszawie 3 kwietnia, a ogólnopolska premiera 17 kwietnia 2009 r. Zdjęcia rozpoczęto 16 października 2007, a zakończono 21 maja 2008.
Córka głównego bohatera, Maria Fieldorf-Czarska, zgłaszała zastrzeżenia dotyczące informacji zawartych w scenariuszu filmu.

## Obsada
- Olgierd Łukaszewicz – jako gen. August Emil Fieldorf ps. „Nil”
- Alicja Jachiewicz-Szmidt – jako Janina Fieldorf
- Anna Cieślak – jako Maria Fieldorf
- Magdalena Emilianowicz – jako Krystyna Fieldorf
- Zbigniew Stryj – jako mjr Stefan Bajer
- Jacek Rozenek – jako płk Józef Różański
- Leszek Lichota – jako prowokator „Klemm”
- Stefan Szmidt – jako Tadeusz Bór-Komorowski
- Maciej Kozłowski – jako Tadeusz Grzmielewski
- Artur Dziurman – jako Józef Czaplicki
- Vadim Afanassjev – jako Siemion Dawydow
- Tomasz Dedek – jako gen. Stanisław Tatar
- Grzegorz Wolf – jako Stanisław Radkiewicz
- Jadwiga Klekowska – jako Rita Radkiewicz
- Wenanty Nosul – jako Bolesław Bierut
- Katarzyna Herman – jako sędzia Maria Gurowska
- Grzegorz Kowalczyk – jako prokurator Beniamin Wejsblech
- Piotr Pilitowski – jako mecenas Jerzy Mering
- Adam Woronowicz – jako sędzia Igor Andrejew
- Tadeusz Bradecki – jako Emil Merz
- Dorota Landowska – jako Paulina Kern
- Zbigniew Kozłowski – jako Adam Borys „Pług”
- Maria Mamona – jako Helena Błociszewska
- Marek Lewandowski – jako gen. Gustaw Paszkiewicz
- Miłogost Reczek – jako gen. Zygmunt Walter-Janke
- Piotr Rękawik – jako towarzysz w celi zbiorowej
- Beata Chruścińska – jako gospodyni mieszkania, w którym przebywał „Nil” podczas zamachu na Kutscherę
- Paweł Iwanicki – jako ubek przeszukujący mieszkanie Fieldorfów
- Andrzej Deskur – jako prokurator
- Piotr Grabowski – jako oddziałowy w celi zbiorowej
- Krzysztof Łukaszewicz – jako kurier z Londynu

## Nagrody
- Nominacja do „Złotej Kaczki 2009” w kategoriach:
  - Najlepszy film sezonu 2008/2009 dla Ryszarda Bugajskiego.
  - Najlepsza rola kobieca sezonu 2008/2009 dla Alicja Jachiewicz.
  - Najlepsze zdjęcia sezonu 2008/2009 dla Piotr Śliskowski.
  - Najlepszy aktor polskich filmów historyczno-kostiumowych dla Olgierd Łukaszewicz.
  - Najlepszy film historyczno-kostiumowy 100-lecia polskiego kina dla Alicji Jachiewicz, Anny Cieślak, Olgierda Łukaszewicza, Ryszarda Bugajskiego.
  - Najlepszy scenariusz sezonu 2008/2009 dla Krzysztofa Łukaszewicza i Ryszarda Bugajskiego.
- Nominacja do „Złotych Lwów 2009”:
  - Konkurs główny
- 43. WorldFest-Houston Independent International Film Festival – specjalna nagroda jury.
- 9. Tiburon International Film Festival, USA 2010 – nagrody dla najlepszego reżysera i aktora[3],
- 21. Festiwal Filmów Polskich w Chicago, Chicago 2009,
- Najlepszy film na Festiwalu Filmland Polen, Niemcy 2010[4]
- „Military Cinema” Film Festival, Warsaw 2009 – „Złota szabla” Grand Prize
- 5. Saturno International Film Festival – Srebrny Saturno